# 洗杯
洗杯（サイブイ）は、香港や広東で飲茶や食事の前に客が自分の使う箸や食器を洗うこと。
かつて、衛生状態が悪かったころに食器と茶葉を洗う意味で、行われていた。衛生状態が改善された現在でも洗杯の習慣は残っている。
以下に、洗杯の手順例を記す。
1. 急須に茶葉を入れ、熱湯を注ぐ。
2. 茶碗に散り蓮華を入れ、箸の先端を茶碗に入れるように立てて持ち、箸の中ほどから箸に沿って茶を注ぐ。散り蓮華と箸をゆすいで横によけておく。
3. 茶碗に溜まった茶を湯飲みに入れ、回すように洗う。
4. 茶碗のお茶を回して茶碗をゆすぎ、専用のボウルに茶を捨てる。

- 同席した人の箸や散り蓮華をまとめて洗ってもよい[1]。
- 女性と同席した場合はレディーファーストの観点から男性が行う[1]。
- 底に残った茶が気になる場合はティッシュなどで拭いてもよい[1]。